# John Haynes-Williams
John Haynes-Williams (Worcester, Inglaterra, 1836 - Eastbourne, Inglaterra, 1908) fue un pintor natural de Inglaterra especializado en pinturas de género. Desarrolló su actividad artística principalmente en Londres, Birmingham y Andalucía (España). Su obra está representada en numerosas colecciones y museos.